# 스타 프레스
《스타 프레스》(The Star Press)는 미국 인디애나주 먼시와 그 주변 지역의 소식을 다루는 조간신문이다.

## 역사
1860년, 너새니얼 풀러 에셀이 《델라웨어 카운티 타임스》라는 이름의 주간 신문을 창간했고, 이 신문은 1865년경 《먼시 데일리 타임스》로 이름이 바뀌었다. 1869년에는 토머스 브래디에게 매각되었다. 1900년에 신문 이름이 《먼시 이브닝 타임스》로 다시 변경되었다.
1875년, 석간 신문 《먼시 데일리 헤럴드》가 창간되었고, 1906년에 《먼시 이브닝 타임스》와 합쳐져 《먼시 이브닝 프레스》가 만들어졌다.
1872년에는 조간 신문 《리버럴》이 창간되었고, 1년 후 에셀이 이를 인수했다. 에셀은 이 신문에 《먼시 데일리 뉴스》라는 이름을 붙였다가 1885년에 찰스 닐리에게 팔아 넘겼고, 이후 이 신문은 《먼시 모닝 뉴스》라는 이름을 달게 되었다.
1899년에 조지 맥컬로치가 《먼시 모닝 스타》를 창간했고, 1901년에는 《먼시 모닝 뉴스》를 사들여 자신의 기존 신문과 합쳤다. 1904년에 맥컬로치는 신문을 존 C. 섀퍼에게 매각했고, 1944년에 섀퍼가 사망한 후 《먼시 이브닝 프레스》와 《먼시 이브닝 프레스》는 유진 C. 풀램의 회사인 센트럴 뉴스페이퍼스에 매각되었다. 센트럴 뉴스페이퍼스 측은 1996년에 두 신문을 합쳐 오늘의 《스타 프레스》를 만들어냈고, 2000년에 센트럴 뉴스페이퍼스는 개닛에 인수되었다.
2024년 6월, 《스타 프레스》는 신문 배송 방식을 직접 배송에서 우편 배송으로 전환한다고 발표했다.